# The Book of Joe
The Book of Joe é o segundo episódio da décima terceira temporada da série de televisão norte-americana Family Guy, sendo exibido originalmente na noite de 5 de outubro de 2014 pela Fox Broadcasting Company (FOX) nos Estados Unidos.
No episódio, o sonho de Joe de se tornar um autor de livros aproxima-se de se realizar quando Peter decide ajudá-lo, mas um final feliz não parece possível quando Peter começa a monopolizar as funções de escrita. Enquanto isso, Brian experimenta seu primeiro corredor de alta categoria, que o transforma em um atleta, na tentativa de recriar o sentimento de euforia .

## Produção
O episódio foi escrito por Mike Desilets e dirigido por Mike Kim. Conta com três estrelas convidadas; Mason Cook, Maya Rudolph e Glenn Howerton.

## Enredo
Os vizinhos são convidados para irem a casa de Joe para uma festa na piscina. Depois de sair do banheiro, enquanto se desculpa com Kevin para não notá-lo na banheira, Peter descobre que Joe tem escrito um livro infantil e oferece seu apoio quando Joe tem dúvidas sobre isso. Joe envia seu livro para uma editora e os profissionais o buscam, mas ele decide usar um pseudônimo para evitar problemas na polícia. Em um livro de leitura, sua cadeira de rodas e a atitude intimida as crianças e Peter decide intervir para ele, tornando-se um sucesso. Joe e seu agente Blake Walker alistam Peter para se tornar a "cara" do pseudônimo. Joe tem algumas dúvidas, mas decide ir junto com ele. Quando entrevistado por Tom Tucker, seus puxões cômico-deficientes ficam sob a pele de Joe, enquanto os fãs acham engraçado. Joe confronta Peter sobre seu ângulo sobre o livro, mas Peter usa a ameaça de apoio da editora e Joe sai do projeto.
Enquanto isso, em uma loja de café, Brian fica obcecado por uma corredora chamada Chloe que ele vê e tenta impressioná-la, marcando um encontro. Quando ele chega para buscá-la, ela decide que eles devem ir para uma corrida e ele consegue um "corredor da alta categoria" mais poderoso do que as drogas e dorme com ela, apesar do fato de que eles são vigiados pela Lua (que é representada com uma voz coreana). Brian continua seu treino, chato para a família. Brian mostra sua nova figura que assusta Stewie até o ponto onde ele vê seis mamilos visíveis de Brian, que despeja Chloe para trabalhar em regime de tempo integral e competir na Maratona de Quahog.
Lois tenta falar com Peter, após ser informado por Bonnie sobre o que aconteceu, mas ele tem problemas maiores quando ele precisa escrever outro livro. Ele vai a Quagmire e Cleveland para chegar a ideias da história que leva algumas voltas estranhas. Na estréia do novo livro, a apresentação azul de Peter choca os pais e seus filhos. Os pais e as crianças saem, e Peter é demitido por Blake Walker enquanto o livro é descartado pela editora. Peter percebe que Joe é o verdadeiro espírito do livro e vai até a casa de Joe para encontrá-lo, jogando fora seus materiais de escrita, e pede desculpas. Joe perdoa Peter e admite que nunca teria publicado no início.
Na Maratona de Quahog, Stewie mostra-se em apoio, mas continua a expressar reservas sobre a saúde de Brian. Assim que a corrida começa, a perna de Brian se encaixa e ele é atropelado pelos outros corredores, permitindo que Stewie tenha a palavra final. Brian começa a falar sobre a coceira que ele vai ter em seu tornozelo como Stewie, de repente começa a ficar com a própria coceira. Peter acaba com alguns livros estranhos que encontrou na Urban Outfitters.

## Recepção

### Audiência
A exibição original do episódio em 5 de outubro de 2014 foi vista por 3,63 milhões de telespectadores e recebru 1,9 ponto. Foi o segundo show mais visto da FOX naquela noite, perdendo apenas para The Wreck of the Relationship, episódio de The Simpsons.

### Crítica
Katrina Tulloch, da Entertainment Weekly disse que o episódio "é uma grande história para literalmente ressuscitar no final da temporada". Ela nomeou um esboço em que Cee Lo Green pediu roupas que uma caricatura de uma maçã usaria para ser o melhor corte do episódio.
Narsimha Chintaluri, do TV Fanatic, deu ao episódio de três estrelas e meia (de um máximo de 5), dizendo: "As melhores partes do episódio de hoje vêm dos momentos em que os personagens são permitidos que eles sejam eles mesmos. Não os esboços e a excessiva na esquete (parece como um meio adequado para se referir às piadas tangenciais) com o falecido crítico de grande reputação, Roger Ebert, começou bem humorada, mas girou muito em torno de um caminho muito longo. O segmento de Star Trek foi igualmente divertido - até certo ponto."